# Tabulová, Růžový vrch a Kočičí kámen
Tabulová, Růžový vrch a Kočičí kámen je zrušená národní přírodní rezervace ev. č. 377 poblíž obcí Bavory a Klentnice v okrese Břeclav. Oblast spravuje Správa CHKO Pálava. Na území rezervace se nacházel i Sirotčí hrádek, zřícenina gotického hradu. V roce 2014 byla národní přírodní rezervace Tabulová, Růžový vrch a Kočičí kámen zrušena a Ministerstvo životního prostřední vyhlásilo na části jejího území novou národní přírodní rezervaci Tabulová.

## Galerie

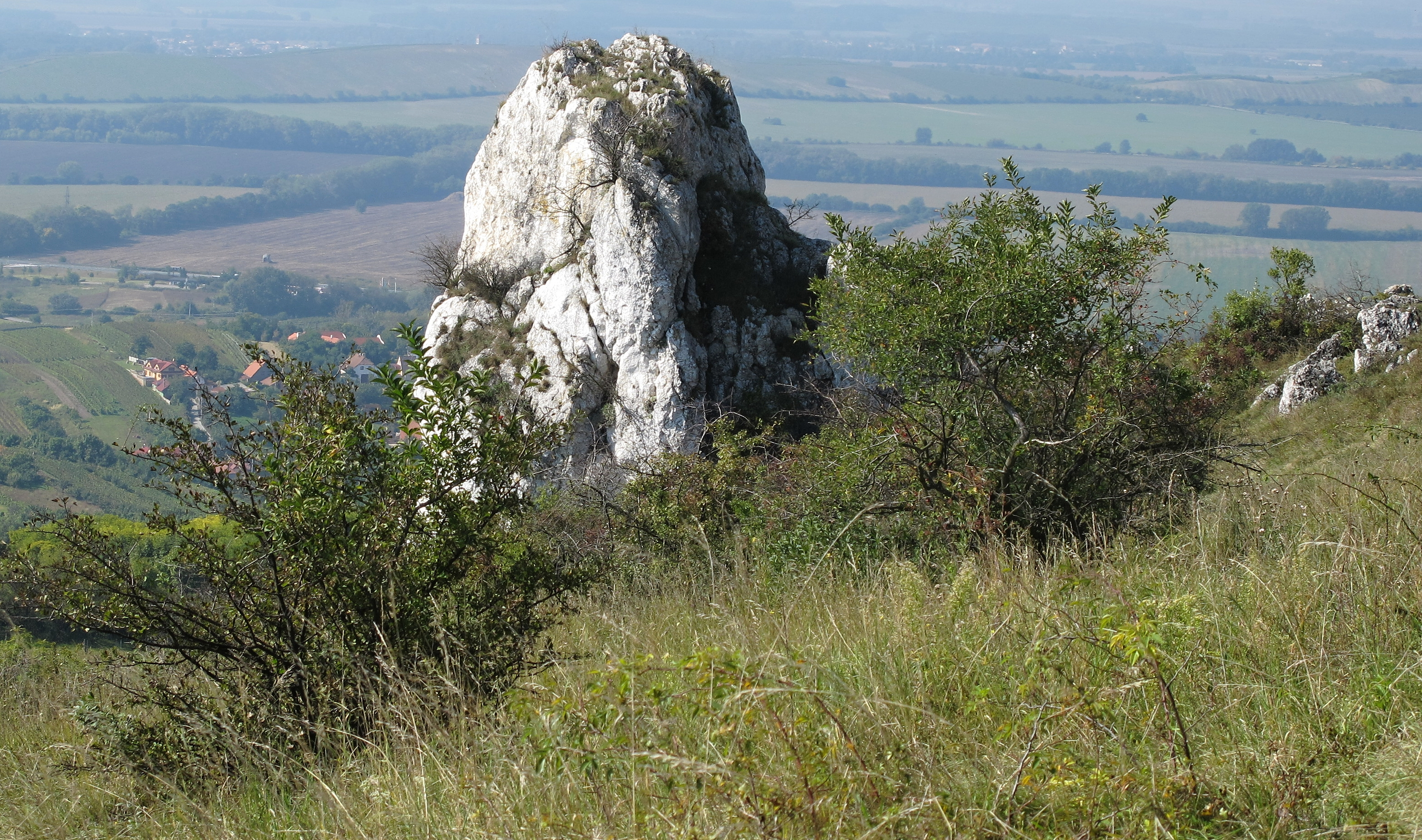
Vápencová skála
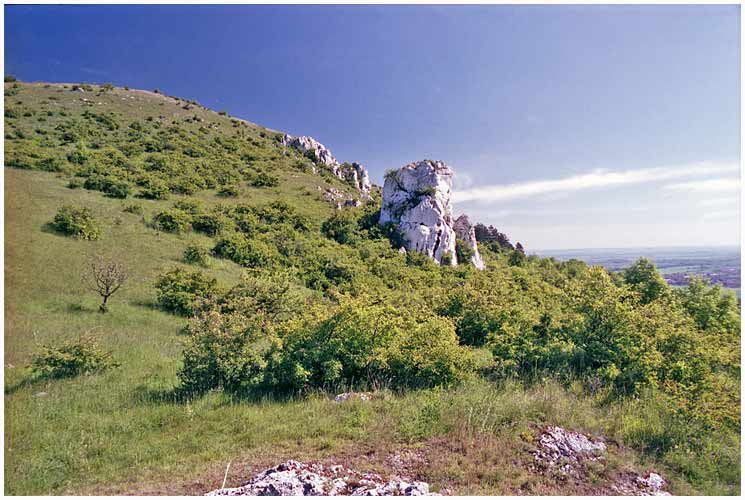
Úbočí Stolové hory
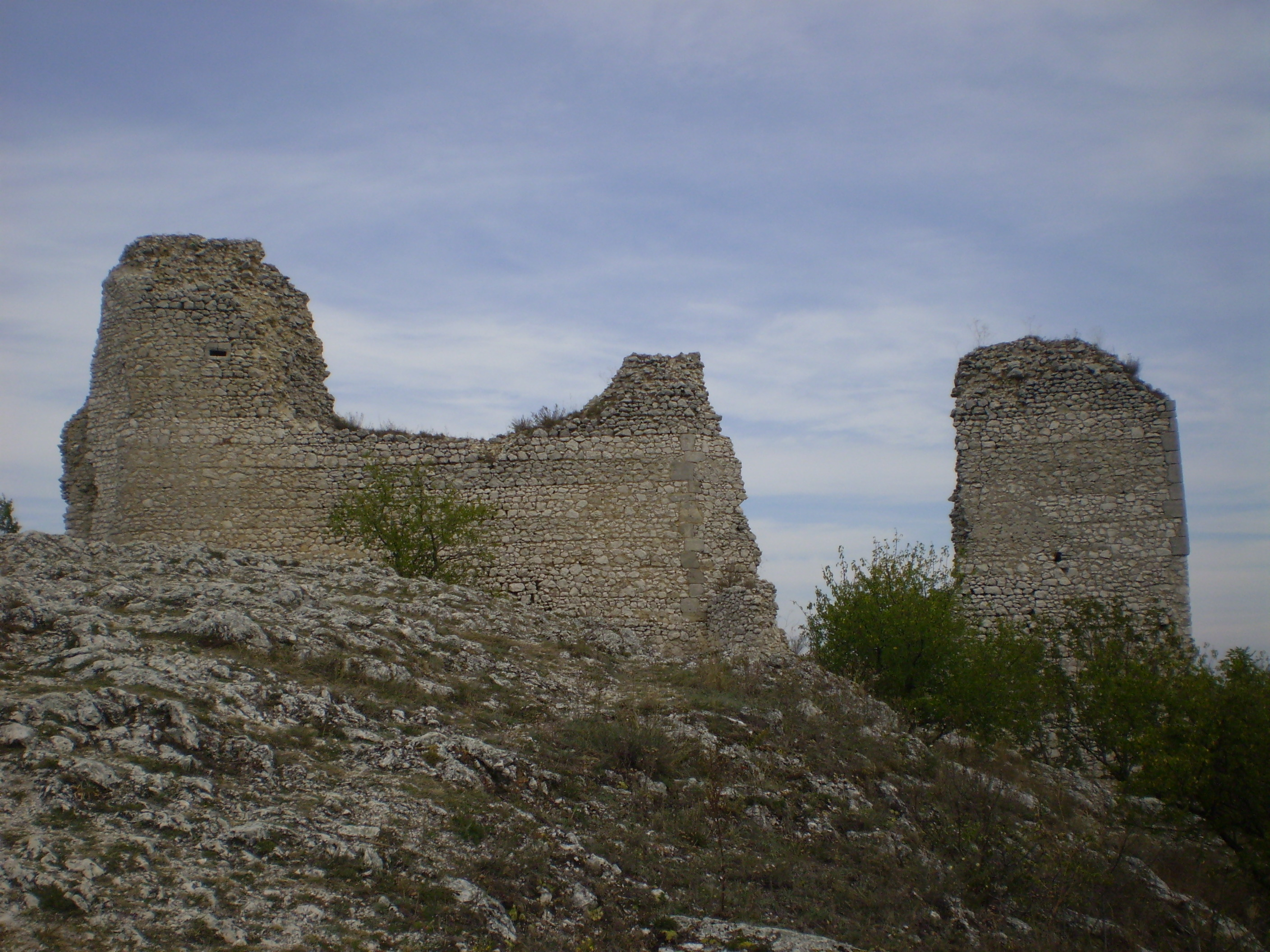
Zbytky Sirotčího hrádku
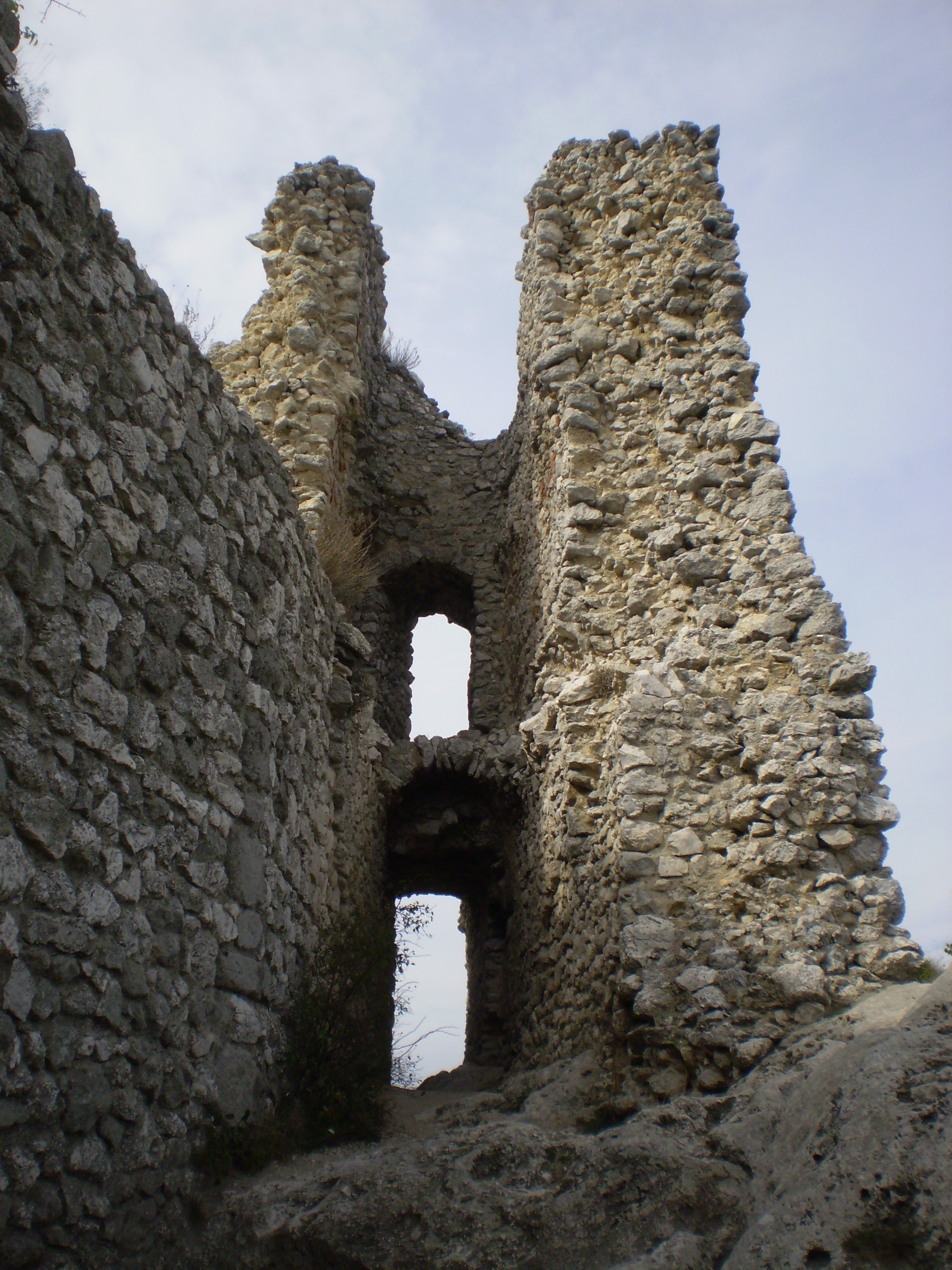
Sirotčí hrádek
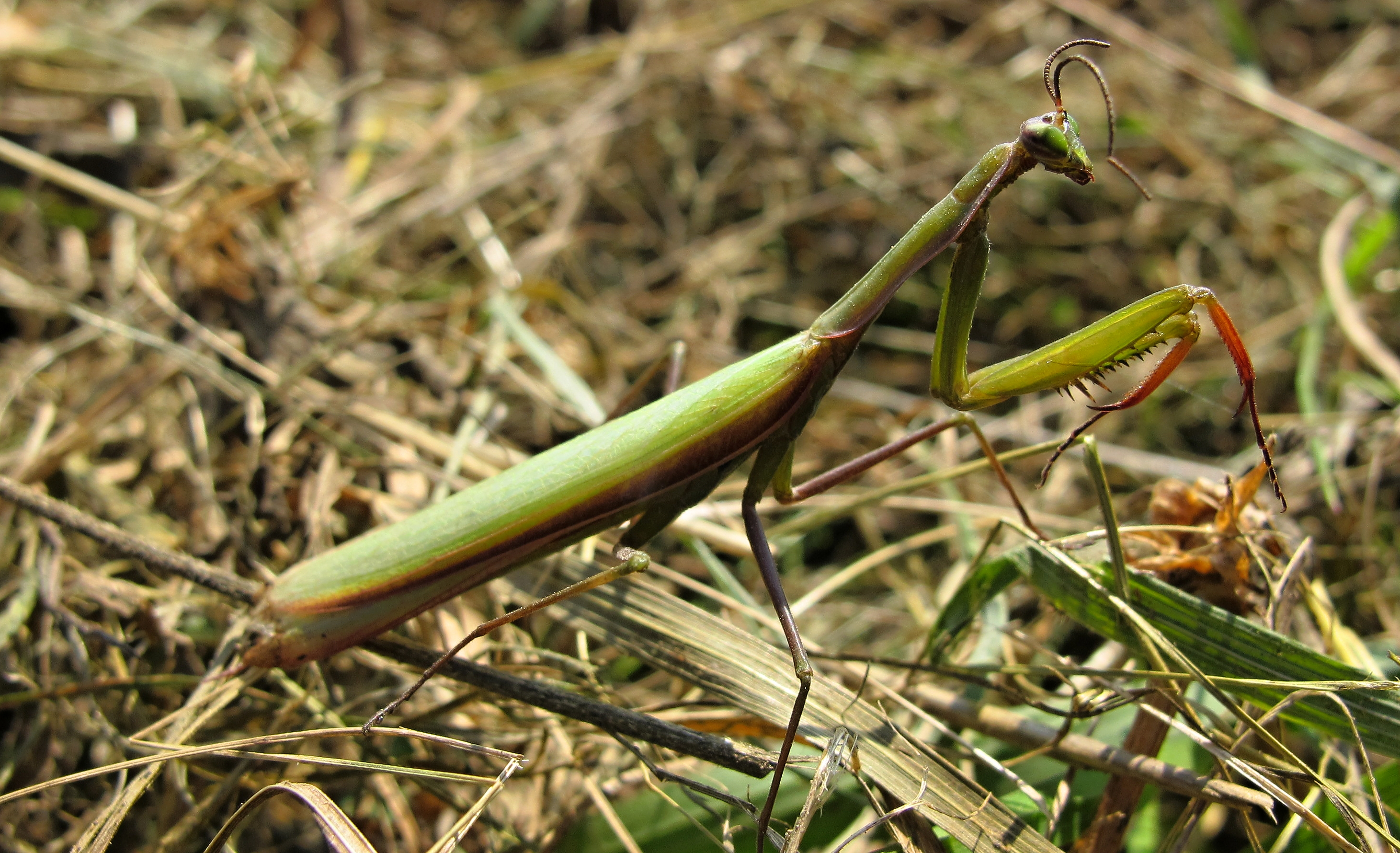
Kudlanka nábožná v NPR Růžový vrch
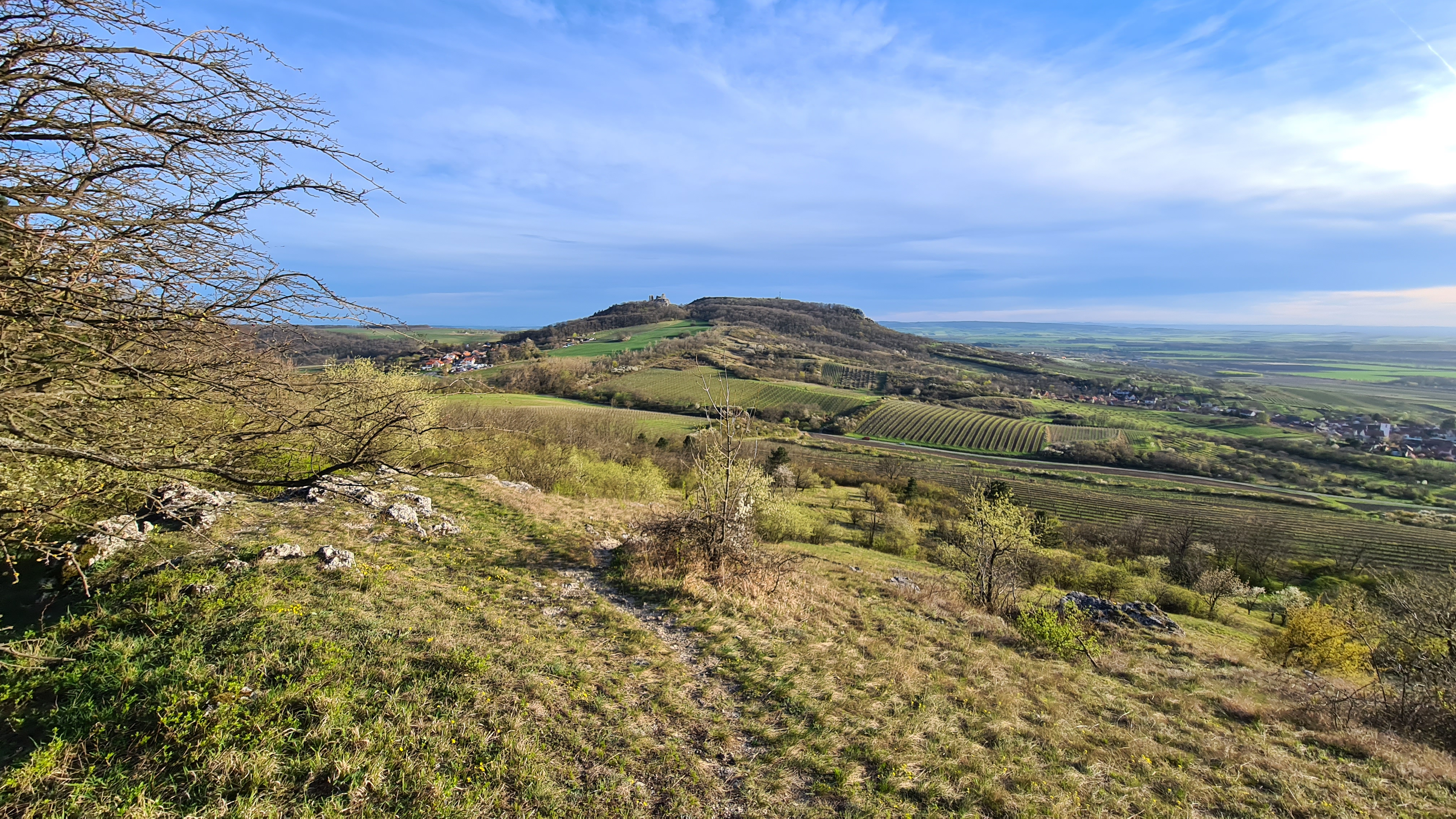
Tabulová hora od severu